# Louis Marie Aubert du Petit-Thouars
Louis Marie Aubert du Petit-Thouars (Bournois, 5 de noviembre de 1758 – París, 11 o 12 de mayo de 1831) fue un eminente botánico francés.

## Biografía
Venía de una familia aristocrática de la región de Anjou, y creció en el castillo de Boumois, cerca de Saumur.
En 1792, después de una prisión de dos años durante la Revolución francesa, se exilió a Madagascar y en las islas circundantes como La Reunión, donde coleccionó muchos especímenes botánicos.
Diez años más tarde pudo retornar a Francia, haciéndolo con dos mil plantas. Gran parte de su colección fue al Museo de París, mientras algo quedó en Kew.

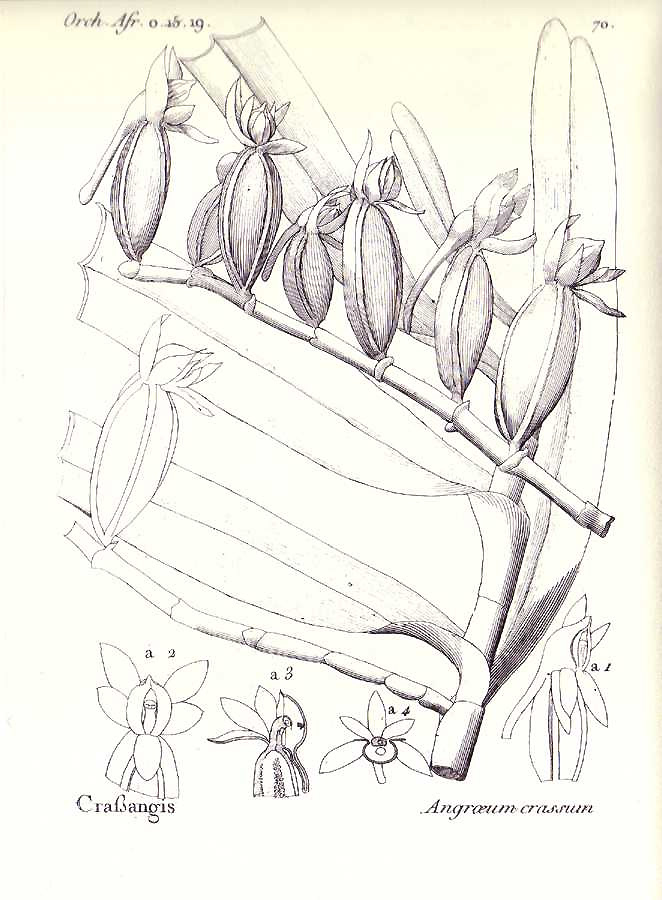
Angraecum crassum, ilustración de esta orquídea por Thouars en su libro Orch. Il. Afr.

Fue elegido miembro de la prestigiosa Académie des Sciences el 10 de abril de 1820.
Du Petit Thouars es recordado como el autor del libro Histoire des végétaux recueillis dans les îles de France, de Bourbon et de Madagascar (usualmente abreviado en la literatura botánica como Orch. Iles Afr), con bellas ilustraciones. Le siguieron otras obras, como Mélanges de botanique et de voyages e Histoire particulière des plantes orchidées recueillies dans les trois îles australes de France, de Bourbon et de Madagascar (la isla de Francia es actualmente la isla de Mauricio y la de Bourbon es La Reunión). 
Fue pionero en obra botánica al describir las orquídeas de esta región: 52 especies de Mauricio y 55 de La Reunion.

## Orquídeasnombrados por Thouars
Géneros
- Angorchis Thouars 1809 (ahora : Angraecum Bory, 1804)
- Bulbophyllum Thouars 1822, describe 17 especies
- Centrosis Thouars, 1822. (ahora : Calanthe R.Br., 1821)
- Corymborkis Thouars 1809 (ahora : Corymborchis Thouars ex Blume 1855)
- Cynorkis Thouars 1809
- Dendrorkis Thouars, 1809 (ahora : Polystachya Hook., 1824)
- Gastrorchis Thouars 1809
- Graphorkis Thouars 1809 (ahora Phaius Lour)
- Hederorkis Thouars 1809
- Leptorkis Thouars ex Kuntze, 1891 (ahora : Liparis Rich., 1817)
- Phyllorkis Thouars 1822 (ahora : Bulbophyllum Thouars, 1822)

Especies
- Cryptopus elatus Lindl. 1824, originalmente descripta como Angraecum elatum × Thouars (recolectado de la isla de Mauritania)
- Mystacidium gracile [Thouars] Finet 1907

## Honores

### Eponimia
Género
- (Poaceae) Thuarea Pers.[1]

Especies
- (Cyperaceae) Actinoschoenus thouarsii (Kunth) Benth.
- (Apocynaceae) Alafia thouarsii Roem. & Schult. 1819
- (Cyperaceae) Arthrostylis thouarsii Kunth
- (Poaceae) Bambusa thouarsii var. atter (ahora : Gigantochloa atter (Hassk.) Kurz 1864)
- (Orchidaceae) Cirrhopetalum thouarsii John Lindley 1830. (orquídea tipo del género)
- (Orchidaceae) Corymborchis thouarsii Blume = Corymbis corymbosa
- (Cycadaceae) Cycas thouarsii R.Br. ex Gaudich (1829), una cycada de Madagascar
- (Pteridaceae) Dilobeia thouarsii Roem. & Schult. 1818
- (Euphorbiaceae) Drypetes thouarsii
- (Cyperaceae) Fimbristylis thouarsii (Kunth) Merr.
- (Cactaceae) Jasminocereus thouarsii (F.A.C.Weber) Backeb.
- (Scrophulariaceae) Lindernia thouarsii (Cham. & Schltdl.) Edwin
- Moyinga thouarsii
- (Anacardiaceae) Protorhus thouarsii Engl. 1881
- Strychnopsis thouarsii Baill. (Menispermaceae)
- (Scrophulariaceae) Torenia thouarsii (Cham. & Schltdl.) Kuntze
- Typhonodorum lindleyanum thouarsii (familia Araceae)
- Uapaca thouarsii (familia Euphorbiaceae)
- Voacanga thouarsii Roem. & Schult. 1819 (familia Apocynaceae)
- Vonitra thouarsii (familia Arecaceae)

## Otras especies nombradas después de él
- Eucidaris thouarsii Valenciennes (Echinodermata)
- Flabellum thouarsii (grupo de corales scleractinios de la Antártida)

## Familia
- Aristide Aubert du Petit Thouars (1760-1798) oficial de la Marina Francesa, héroe de la Batalla del Nilo
- Abel Aubert Dupetit Thouars (1793-1864), almirante de la Armada Francesa, que tomó posesión de Tahití para Francia
- Abel Bergasse du Petit Thouars (1832-1890), almirante de la Armada Francesa que participa en la Guerra Boshin en Japón.

## Algunas publicaciones
- Histoire des végétaux recueillis dans les îles de France, de Bourbon et de Madagascar (1804)

- Genera Nova Madagascariensia (1806)

- Essais sur la végétation considérée dans le développement des bourgeons. Paris: Arthus-Bertrand, 1809

- Histoire particulière des plantes orchidées recueillies dans les trois îles australes de France, de Bourbon et de Madagascar (1822)
- La abreviatura «Thouars» se emplea para indicar a Louis Marie Aubert du Petit-Thouars como autoridad en la descripción y clasificación científica de los vegetales.[2]

## Literatura
- Mary Gunn, Lee E. Codd. Botanical Exploration of Southern Africa: An Illustrated History of Early Botanical Literature on the Cape Flora. CRC Press, 1981. ISBN 0-86961-129-1
- Luigi Berliocchi, Mark Griffiths, Lenore Rosenberg, Anita Weston. The Orchid in Lore and Legend. Timber Press, 2004. ISBN 0-88192-616-7